# All the Love All the Hate - Part 2: All the Hate
All the Love All the Hate - Part 1: All the Hate è un album del gruppo goth rock Christian Death, pubblicato dalle etichetta discografica Jungle Records nel 1989.
È il quinto della formazione europea del gruppo capeggiata da Valor Kand, che si distingue da quella statunitense capeggiata da Rozz Williams.

## Tracce
1. Born in a Womb, Died in a Tomb (Valor Kand) - 442
2. Baptised in Fire (Kand) - 458
3. I Hate You (Kand) - 419
4. Children of the Volley (Kand) - 309
5. Kneel Down (Kand) - 535
6. Climate of Violence (Kand) - 747

- Part One: The Relinquishment
- Part Two: The Satanic Verses (Rushdie's Lament)
- Part Three: A Malice of Prejudice

1. The Final Solution (Kand) - 325
2. Nazi Killer (Kand) - 554
3. Man to Father Fire (Kand) - 519

## Formazione
- Valor Kand: voce, chitarra, basso, batteria, pianoforte, violino, violoncello, percussioni
- Nick The Bastard: chitarra, chitarra acustica, chitarra classica, basso, tastiere, percussioni
- Ian Thompson: batteria